# Directiva europea
Una Directiva Europea és un instrument del dret comunitari que té conjuntament amb els Reglaments comunitaris una importància cabdal dins el sistema comunitari. Les directives europees intenten aproximar les legislacions nacionals intentant respectar la varietat producte de les peculiaritats estatals. Amb una directiva, s'intenta que de mica en mica s'eliminin les contradiccions entre el dret comunitari i el dret nacional, amb la intenció que al final, tots els estats s'imposin, en la mesura que sigui possible, les mateixes condicions. Un exemple seria el Conflicte sorgit per causa de la directiva del Parlament Europeu sobre l'ús de material pirotècnic.
Una directiva és obligatòria, per als estats membres respecte a l'objectiu que proposa, i deixa que cada estat esculli la forma i els mitjans en què aquest s'ha de materialitzar en l'ordenament jurídic intern. Una directiva no s'absorbeix directament per l'ordenament jurídic nacional, sinó que l'estat ha adequar les seves normes internes a les disposicions de la directiva.
A diferència dels reglaments, les directives no creen drets o deures automàticament a la ciutadania sinó que aquests venen donats pels estats que compleixen amb les directives europees.

## Directives destacades
- Directiva 67/548/CEE sobre les substàncies perilloses del 1967
- Directiva marc de l'aigua del 2000
- Directiva de protecció de dades
- Directives de tecnologia i seguretat:
  - Directives d'electrònica:
    - 2014/53/EU RED: (Radio Equipment Directive) substitueix la directiva (R&TTED) (1999/5/EC). Efectiva a partir del 13 de juny del 2017.[2]
    - 2014/35/UE LVD : (Low Voltage Directive) directiva de baixa tensió, assegura que els equips electrònics proveeixin d'un alt nivell de protecció als ciutadas europeus que és troben en un mercat únic. LVD cobreix un ampli nombre de productes (comercials i professionals) com per exemple electrodomèstics, cables, fonts d'alimentació, equipament làser, i components com fusibles.[3]
    - 2014/30/UE EMC : (CEM) directiva de compatibilitat electromagnètica.[4]
    - 2013/35/EU : directiva de seguretat davant l'exposició dels treballadors a camps electromagnètics.[5]
    - 2011/65/UE RoHS : restricció d'utilització de certes substàncies perilloses en equipament elèctric i electrònic.[6]
    - 2012/19/UE RAEE : (residus d’aparells elèctrics i electrònics) control de residus en equipament elèctric i electrònic que puguin causar probles a la salut i al medi ambient. S'especifica el control, recollida i reciclatge dels productes quan han acabat el seu cicle de vida.[7]
    - 1999/5/EC R&TTED : (Radio and Telecommunication Terminal Equipment).[8]
    - Directiva 2009/125/CE: Directiva Europea d'Ecodisseny.